# VY Canis Majoris
VY Canis Majoris je crvena hipergigantska zvezda, koja se nalazi u sazvežđu Canis Major. Procenjuje se da ima prečnik koji je preko 1.800 puta veći od Sunčevog. Svojevremeno se mislilo da je ovaj crveni hypergigant toliko velik da se suprotstavlja teoriji zvezdane evolucije, ali usavršenim sistemima merenja ispostavilo se da je zvezda daleko manja nego što se prvobitno mislilo.

## Veliki objekti u svemiru
Od Velikog praska pre 14 milijardi godina, svemir se neprestano širio i hladio. U bilionitom delu sekunde nakon Velikog praska postojale su samo najosnovnije jedinice materije (proton, neutron, elektron). Te čestice su se, pod uticajem gravitacije i ostalih sila, spojile u najveće objekte koje danas vidimo na nebu. Danas je poznato mnogo planeta, zvezda i galaksija zato što se astronomija stalno razvija. Ali svemir sadrži više milijardi galaksija, a zvezda ima više nego zrna peska na Zemlji. Zbog toga se verovatno nikad neće znati šta je najveće u svemiru.

### WASP-17b
WASP-17b je vansolarna planeta koja kruži oko zvezde WASP-17 na rastojanju od 1000 svetlosnih godina od Zemlje u sazvežđu Škorpija. WASP-17B ima skoro 2 puta veći prečnik od Jupitera i to je čini najvećom poznatom planetom. Ovo je prva planeta koja je otkrivena sa retrogradnom orbitom (orbitom koja ima suprotni smer od smera rotacije matične zvezde). Ona takođe ima veoma malu prosečnu gustinu 0.08-0.19 g/cm3, dok je prosečna gustina Zemlje 5.515 g/cm3. Ova planeta je po sastavu gasoviti džin i kruži oko svoje matične zvezde na veoma malom rastojanju (manjem od jedne sedmine rastojanja od Merkura do Sunca). Zbog toga na njenoj površini vladaju visoke temperature i jedna godina na ovoj planeti traje manje od 4 dana. WASP-17b je otkriven 11. avgusta 2009. tranzit metodom.

#### Tranzit metoda
Pošto su jako slab izvor svetlosti, i zato što kruže oko mnogo svetlijih zvezda, planete se ne mogu videti. Zbog toga sve do 1990-ih jedine poznate planete bile su one u Sunčevom sistemu. Kasnije su razvijeni indirektni metodi za otkrivanje vansolarnih planeta. Jedan od njih je tranzit metoda. Kada posmatramo zvezdu oko koje kruži planetarni sistem, u jednom trenutku će ispred zvezde proći planeta i ona će delimično da blokira svetlost koja stiže do teleskopa, tada kažemo da je planeta u tranzitu. Ali ovaj metod ima svoje mane. Što je veća udaljenost između planete i matične zvezde, blokirana svetlost je manja. Što je manja veličina planete, manja je i blokirana svetlost. Tranzit je jako retka pojava, zato teleskop mora istovremeno da posmatra hiljadu zvezda ne bi li pronašao jednu planetu. Do 2013. otkriveno je 889 vansolarnih planeta.

### VY Canis Majoris
VY CANIS MAJORIS se nalazi u sazvežđu Veliki pas (CANIS MAJOR). Zvezda je po vrsti crveni hiperdžin i prečnik joj iznosi čak 2 milijarde kilometara. Ova Zvezda je 1800 puta veća od Sunca, što znači da kada bismo umesto Sunca u Sunčev sistem ubacili ovu zvezdu sve planete bi bile progutane do Saturna. Ova zvezda se prvi put pominje u katalogu zvezda Jerome Lalande iz 1801. godine. Zvezda se nalazi na rastojanju od 3900 svetlosnih godina od Sunčevog sistema. Prosečna gustina zvezde je 5–10 mg/m3, Dok je prosečna temperatura na površini 3500K i spada u najsjajnije zvezde na nebu. Zvezda zbog ogromne veličine troši svoje gorivo (vodonik i helijum) velikom brzinom i zbog toga životni vek ove zvezde iznosi samo nekoliko miliona godina, dok životni vek našeg Sunca iznosi više milijardi godina.

#### Hiperdžinovi
Tipična galaksija broji oko 100 milijardi zvezda. Većina ovih zvezda imaju malu veličinu i ne mogu se videti ni najjačim teleskopima. Takve zvezde se najčešće nazivaju crveni i beli patuljci. Ali postoje i ogromne zvezde koje su 3900 puta veće i između 20 i 40 puta masivnije od Sunca. One spadaju u najsjajnije zvezde na nebu. Troše ogromne količine vodonika i helijuma velikom brzinom i zbog toga žive veoma kratko. Ali su, uprkos kratkom životu, veoma bitne jer kad završe svoj život one postanu jako nestabilne i sve se završava u jednoj velikoj eksploziji koja se zove supernova. Ove eksplozije, koje su više milijardi puta svetlije od Sunca, obogaćuju svemir teškim elementima od kojih je sastavljeno sve oko nas, pa čak i život na Zemlji. Supernove se mogu, zbog svoje svetlosti, lako primetiti i zato su pomogle naučnicima da dođu do nekih najbitnijih otkrića. Jedno od njih je otkriće da se svemir ubrzano i neprestano širi. Posle eksplozije zvezde nastaje gas i prašina od kojih se formiraju nove zvezde i njihove planete. Postoje neke velike zvezde koje nakon smrti formiraju crne rupe. To su objekti male veličine (nekoliko stotina kilometara), ali su milion puta masivnije od Sunca. Zbog toga oni imaju toliko jaku gravitacionu silu da čak ni svetlost ne može da im pobegne. Naša zvezda kruži oko jedne velike supermasivne crne rupe u centru Mlečnog puta.

### IC 1101
Mlečni put, sa prečnikom od 100.000 svetlosnih godina i 300 milijardi zvezda, spada u velike spiralne galaksije. Ali Mlečni put je mali u odnosu na IC 1101. IC 1101 je eliptični superdžin u sazvežđu Devica na rastojanju od oko milijardu svetlosnih godina od Zemlje. Ova galaksija ima prečnik od 6 miliona svetlosnih godina i sadrži 100 triliona zvezda. IC 1101 se nalazi u centru galaktičkog jata Abell 2029. Ovu galaksiju je otkrio 19. juna 1790. godine Vilhelm Heršel.

## Vidi Još
- Spisak najvećih poznatih zvezda

## Literatura
- Kastner, Joel H.; Weintraub, David A. (1998). „Hubble Space Telescope Imaging of the Mass-losing Supergiant VY Canis Majoris”. Astronomical Journal. 115 (4): 1592—1598. Bibcode:1998AJ....115.1592K. doi:10.1086/300297.

## Spoljašnje veze
- [http://hubblesite.org/newscenter/archive/releases/2007/03/
- [http://www.universetoday.com/13507/what-is-the-biggest-star-in-the-universe/  2013